# Anachis fauroti
Anachis fauroti is een slakkensoort uit de familie van de Columbellidae. De wetenschappelijke naam van de soort is voor het eerst geldig gepubliceerd in 1888 door Jousseaume.